# Chaetodipus formosus
Chaetodipus formosus је врста из реда глодара и породице Heteromyidae.

## Распрострањење
Врста је присутна у Сједињеним Америчким Државама и Мексику.

## Станиште
Станиште врсте су пустиње.

## Угроженост
Ова врста је наведена као последња брига, јер има широко распрострањење и честа је врста.